# Ascuta musca
Ascuta musca là một loài nhện trong họ Orsolobidae.
Loài này thuộc chi Ascuta. Ascuta musca được Raymond Robert Forster & Norman I. Platnick miêu tả năm 1985.